# Chris Hogg
Christopher Francis Hogg (Middlesbrough, 21 marzo 1985) è un allenatore di calcio ed ex calciatore inglese, di ruolo difensore, tecnico in seconda del Bristol City.

## Palmarès

### Club

#### Competizioni nazionali
- Coppa di Lega scozzese: 1

Hibernian: 2006-2007